# St Vigeans Sculptured Stones

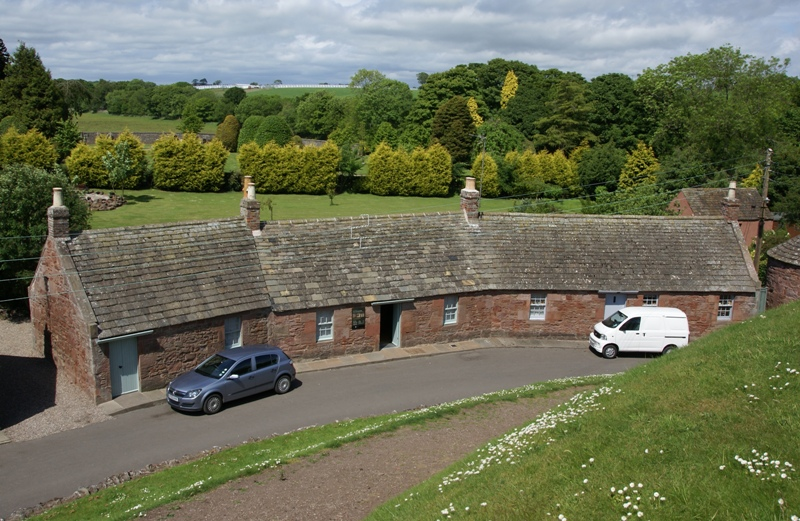
Het museum van St Vigeans.

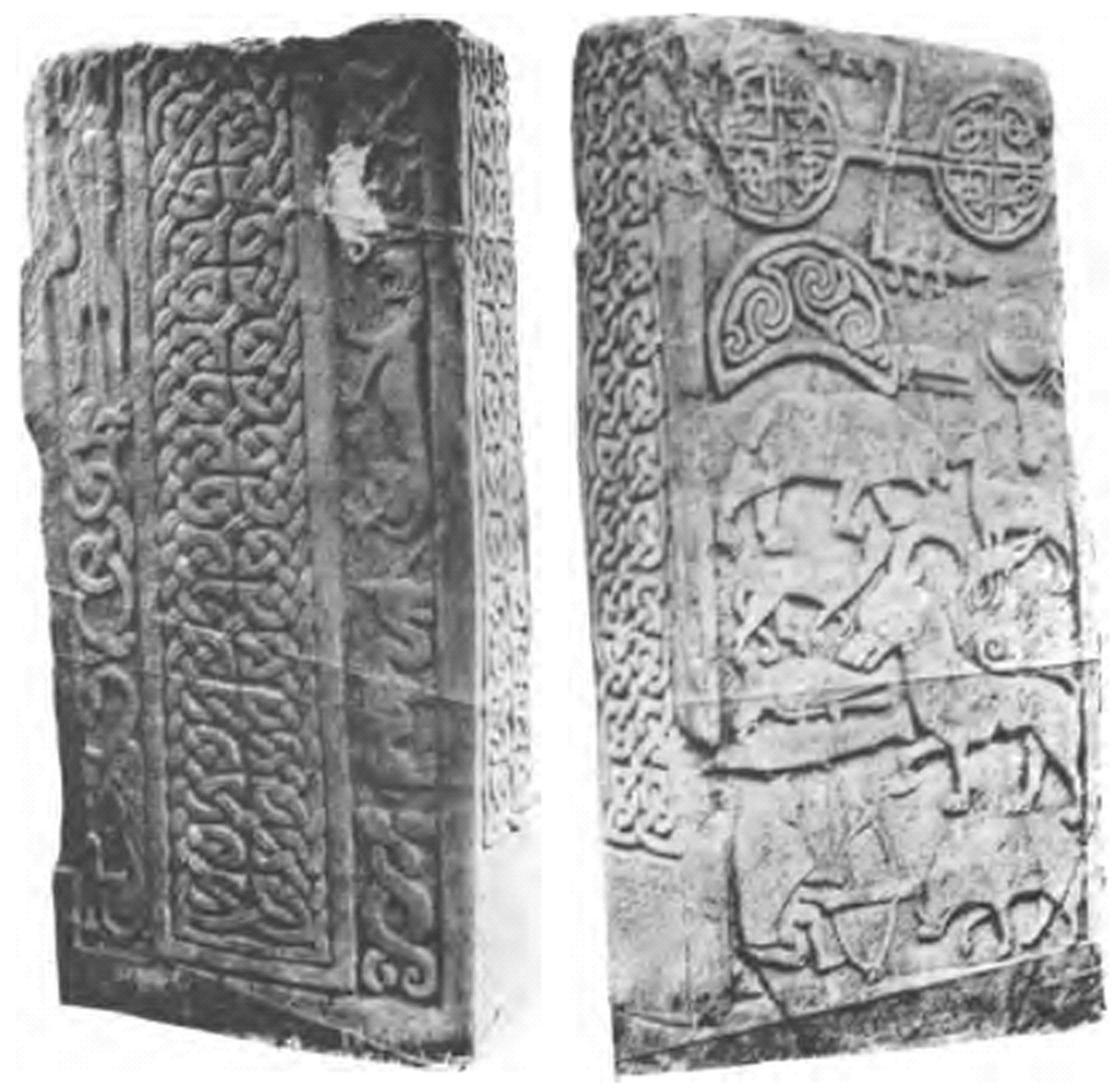
St Vigeans 1, de Drosten Stone.

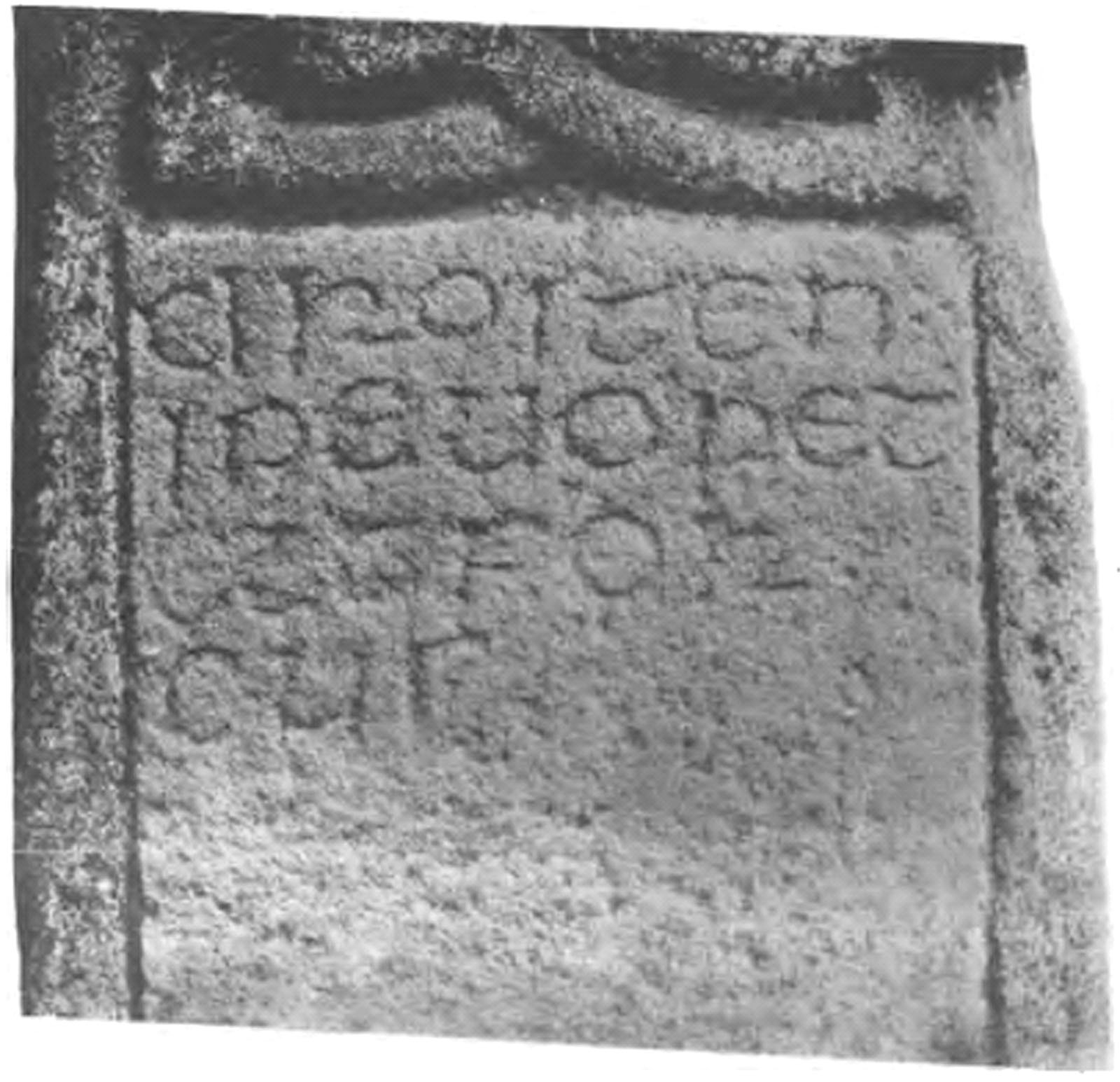
De inscriptie op de Drosten Stone.

De St Vigeans Sculptured Stones vormen een collectie van Pictische stenen en vroeg christelijke kruisen, die tentoongesteld zijn in het museum van St Vigeans, 1,6 kilometer ten noorden van Arbroath in de Schotse regio Angus.

## Collectie
In twee zandstenen woningen is het museum van St Vigeans gevestigd.
De collectie van St Vigeans Sculptured Stones omvat 38 Pictische stenen. De stenen zijn afkomstig van de begraafplaats rond de St Vigeans Church op de nabijgelegen heuvel en uit de muren en vloeren van de kerk.
De stenen dateren uit de periode 800-1000.
Er zijn zes Pictische stenen van klasse II. Deze stenen worden St Vigeans 1, St Vigeans 2, St Vigeans 3, St Vigeans 4, St Vigeans 5 en St Vigeans 6 genoemd.
Verder omvat de collectie fragmenten van een schrijn, Pictische stenen van klasse III en acht twaalfde- en dertiende-eeuwse fragmenten van kerkdecoraties.
In 2009 werd het museum heringericht.

### St Vigeans 1: Drosten Stone
St Vigeans 1, ook wel de Drosten Stone genoemd, bestaat uit twee delen die samen een rechthoekige steen vormden. Op de voorzijde staat een kruis afgebeeld geflankeerd met fantasiedieren. De achterzijde heeft een afbeelding van een jachtscène bovenaan met daaronder een dubbele discus en Z-staaf, een maan en een spiegel met kam. Eronder staan dieren afgebeeld en een jager met een kruisboog die mikt op een everzwijn. Op een smal zijpaneel staat de tekst:
DROSTEN .:
IPEUORET
ETTFOR
CUS
Drosten, Uoret en Forcus zijn namen van Pictische koningen en hun voorouders; Drosten en Forcus zijn ook namen van heiligen. Het is onbekend wie er wordt bedoeld, al lijkt de naam Drosten de meest belangrijke aangezien achter deze naam drie punten staan. Het is onbekend in welke taal de tekst is opgesteld.
Als het Latijn is, dan zou IPE een afkorting kunnen zijn voor in pace (in vrede). De vertaling zou dan worden: Drosten, mag hij in vrede rusten, Uoret en Forcus.
In het Pictisch wordt UORET/ETT vertaald als helper en dan zou de vertaling wellicht iets worden als Drosten, mag hij een helper zijn Forcus.
In het Gaelisch betekent IPE kerven. De vertaling zou dan kunnen worden: Drosten, de kerving van Uoret, en Forcus. Een andere interpretatie in Gaelisch leidt tot: Drosten, in de tijd van Uoret, en Forcus.
De Drosten Stone wordt gedateerd als afkomstig uit de vroege 9e eeuw.

### St Vigeans 2
St Vigeans 2 is het onderste deel van een rechthoekige steen met een kruis. Links van de kruisschacht staan een spiegel met kam afgebeeld en rechts van de kruisschacht een slang met Z-staaf met eronder een adelaar.

### St Vigeans 3
St Vigeans 3 is een fragment van een steen waarop ongeveer een kwart is afgebeeld van een dubbele discus met Z-staaf.

### St Vigeans 4
St Vigeans 4 bestaat uit twee kleine delen van een rechthoekige steen met een kruis. Op de voorzijde van de delen is het bovenste deel van het kruis te herkennen. Op de achterzijde van de delen is het bovenlichaam en hoofd van een gekapte figuur te onderscheiden met ernaast een staf en dubbele discus.

### St Vigeans 5
St Vigeans 5 is een fragment van de achterzijde van een rechthoekige steen met een kruis. Erop is een dubbele discus met Z-staaf te onderscheiden en vermoedelijk het onderste deel van een trap-symbool.

### St Vigeans 6
St Vigeans 6 is een zeer klein fragment van een rechthoekige steen met een kruis. Op de voorzijde is versiering te zien en op de achterzijde het middelste deel van een dubbele discus met Z-staaf. Aan de zijkant bevindt zich een fragment van een Ogham-inscriptie.

## Beheer
De St Vigeans Sculptured Stones worden beheerd door Historic Scotland.